# 第一布羅夫基
49°55′55″N 29°11′51″E / 49.93194°N 29.19750°E
第一布羅夫基（羅馬化：Brovky Pershi）是烏克蘭北部日托米爾州別爾季切夫區安德魯希夫卡市鎮的村莊。該村處於卡姆揚卡河畔，面積32.2平方公里，海拔高度236米，2001年人口961。